# Chinese Restaurant (émission de télévision)
Chinese Restaurant (chinois simplifié : 中餐厅 ; chinois traditionnel : 中餐廳 ; pinyin : Zhōngcāntīng) est une émission de téléréalité culinaire chinoise diffusée par Hunan Télévision depuis juillet 2017.
La première saison, tournée à Ko Chang (Thaïlande), compte 11 épisode et débute le 22 juillet 2017. La deuxième saison, tournée au Bistrot des Lavandières, à Colmar (France), est diffusée en 12 épisodes à partir du 20 juillet 2018.
Chinese Restaurant est la première émission de téléréalité où Vicki Zhao intervient de façon régulière,.

## Distribution

### Saison 1
- Vicky Zhao
- Huang Xiaoming
- Zhou Dongyu
- Sean Zhang
- Enti Jin

### Saison 2
- Vicky Zhao (deuxième participation)
- Shu Qi
- Alec Su
- Karry Wang
- Bai Jugang

### Saison 3
- Huang Xiaoming (deuxième participation)
- Qin Hailu
- Karry Wang (deuxième participation; abandonne à l'épisode 8)
- Yang Zi
- Jack Lin
- Tong Zhuo (présent que dans l'épisode 3)

## Liste des invités

### Saison 1
- Cui Xinqin (Episode 4)
- Mike D. Angelo (épisode 5)
- Pornpun Rerkatakar (épisode 5)
- Boat Sirirod (épisode 5)

### Saison 2
- Zhang Tielin (épisodes 4 – 5)
- Bao Bei'er (épisodes 8 – 9)
- Yang Zishan (épisodes 8 – 9)
- Huang Xiaoming (épisodes 9 – 10)

## Chanson du générique
- Titre : Chinese Restaurant
  - Compositeur : Tu Yi
  - Auteur : Meng Xiao
  - Interprètes: 
    - Vicky Zhao et Huang Xiaoming (saison 1)
    - Zhou Dongyu (édition spéciale de la saison 1)
    - Vicky Zhao et Alec Su (saison 2)

## Récompense
| Prix                    | Catégorie                       | Nomination         | Résultat |
| ----------------------- | ------------------------------- | ------------------ | -------- |
| 2017 Tencent Star Award | Émission de variétés de l'année | Chinese Restaurant | Lauréat  |

## Influences sur la consommation
Quelques heures après la diffusion du premier épisode de la saison 1 le 22 juillet 2017, le lard en conserve commercialisé par la marque SPAM, que Vicki Zhao avait acheté et cuisiné pendant l'émission, tombe en rupture de stock sur les plateformes Internet de vente au détail en Chine continentale. Après la diffusion du premier épisode de la saison 2 le 20 juillet 2018, le jouet-cigogne qui répétait les phrases phares prononcées par Vicki Zhao au cours de l'émission est écoulé en quelques jours en Chine continentale.

## Controverse
Chinese Restaurant a été accusée de plagier le format de l'émission sud-coréenne Youn's Kitchen (en) diffusée par la chaîne tvN. Na Young-seok (en), le producteur de Youn's Kitchen, affirme que « le format [de Youn's Kitchen] n'est pas cher à acheter. S'ils achètent le format, je pourrai aussi les aider sur des détails spécifiques. »,